# 1809年4月14日日食
1809年4月14日日食为一次在协调世界时1809年4月14日（东半球为4月15日）出現的日環食。該次日食食分為0.9429，食甚維持4分35秒。

## 概述
這次日食的食分是0.9429，環食維持4分35秒。

## 基本參數
- 類型：日環食
- 食甚資料：
  - 日期：1809年4月14日
  - 時間：20時7分11秒
  - 地點：66N 157W
  - 食分：0.9429
  - 日環食持續時間：4分35秒

## 外部連結
- NASA日食專頁（页面存档备份，存于）（英文）